# Mississippi
Mississippi là một tiểu bang phía nam của Hoa Kỳ. Tên của tiểu bang lấy từ tên sông Mississippi, chảy dọc theo biên giới phía tây. Cái tên đó có nguồn gốc hoặc là từ tiếng Ojibwe, một loại tiếng của người bản địa Bắc Mỹ được nói ở thượng nguồn dòng sông, hoặc là trong tiếng Algonquian, với nghĩa là "sông lớn". Một số tên hiệu khác được gán cho Mississippi là Magnolia State và Hospitality State.

## Địa lý
Mississippi phía bắc giáp với Tennessee; phía đông giáp Alabama, về phía nam giáp Louisiana và Vịnh Mexico; về phía tây giáp Louisiana và Arkansas (bên kia sông Mississippi).
Các con sông lớn bao gồm sông Mississippi, sông Big Black, sông Pearl và sông Yazoo. Các hồ lớn bao gồm Ross Barnett Reservoir, hồ Arkabutla, hồ Sardis và hồ Grenada.
|  |

Điểm cao nhất Mississippi, một phần là chân dãy núi Cumberland là núi Woodall. Không hẳn là núi, Woodall Mountain chỉ cao 806 feet (246 m) trên mực nước biển. Điểm thấp nhất là dọc theo bờ Vịnh Mexico - cao đúng mực nước biển. Độ cao trung bình là 300 feet (91 m) trên mực nước biển.